# Mednarodna fizikalna olimpijada
Mednarodna fizikalna olimpijada (kratica MFO) je mednarodno fizikalno tekmovanje. Namenjeno je srednješolcem iz vsega sveta. Tekmovanje vsako leto organizira druga država. Ekipa vsake države lahko šteje do 5 članov. Tekmovanja se redno udeležuje tudi Slovenija. Prvo olimpijado so organizirali na Poljskem leta 1967.

## Uspehi slovenske olimpijske ekipe na MFO*
Slovenija na MKO redno dosega medalje, največkrat bronaste, včasih tudi srebrne, enkrat pa je osvojila zlato olimpijsko medaljo.
V zadnjem času so srebrne medalje za Slovenijo dosegli:
- Leta 2010 (Hrvaška) Filip Kozarski, Gimnazija Bežigrad
- Leta 2009 (Mehika) Matjaž Payrits, Gimnazija Bežigrad
- Leta 2008 (Vietnam) Matjaž Payrits, Gimnazija Bežigrad
- Leta 2001 (Turčija) Andrej Košmrlj, Gimnazija Bežigrad
- Leta 1996 (Norveška) Klemen Žagar, Gimnazija Šentvid
- Leta 1989 (Poljska) Andrej Vilfan, Srednja naravoslovna šola Ljubljana
- Leta 1982 (Zvezna Republika Nemčija) Dean Mozetič, Gimnazija Koper

* (podatki morda niso popolni)